# Morand Racing
Morand Racing fue una escudería suiza-mexicana de automovilismo con base en Marly, Suiza. El equipo fue fundado por Benoît Morand.

## Historia
Para 2015, Morand se asoció con la organización japonesa SARD para competir en el Campeonato Mundial de Resistencia de la FIA, ampliando el equipo a dos prototipos Morgan.
Para la temporada 2016, Morand cambió su sociedad para pasar con el piloto mexicano Ricardo González para formar "RGR Sport by Morand" con un nuevo Ligier JS P2. Ganaron la primera ronda del campeonato en Silverstone, así como su carrera de casa, las 6 Horas de México con la pole position y la vuelta más rápida también.

## Resultados

### Campeonato Mundial de Resistencia de la FIA
| Año  | Equipo              | Clase | Chasis          | Motor                  | 1     | 2     | 3       | 4     | 5     | 6     | 7     | 8     | 9     | Pos. | Puntos |
| ---- | ------------------- | ----- | --------------- | ---------------------- | ----- | ----- | ------- | ----- | ----- | ----- | ----- | ----- | ----- | ---- | ------ |
| 2015 | Team SARD Morand    | LMP2  | Morgan LMP2 Evo | SARD (Judd) 3.6 L V8   | SIL   | SPA 2 | LMS Ret | NÜR 4 | COA 5 | FUJ 5 | SHA 4 | BHR 2 |       | 5.º  | 70     |
| 2016 | RGR Sport by Morand | LMP2  | Ligier JS P2    | Nissan VK45DE 4.5 L V8 | SIL 1 | SPA 4 | LMS 6   | NÜR 2 | MEX 1 | COA 2 | FUJ 2 | SHA 3 | BHR 2 | 2.º  | 169    |